# Mathias Bothor

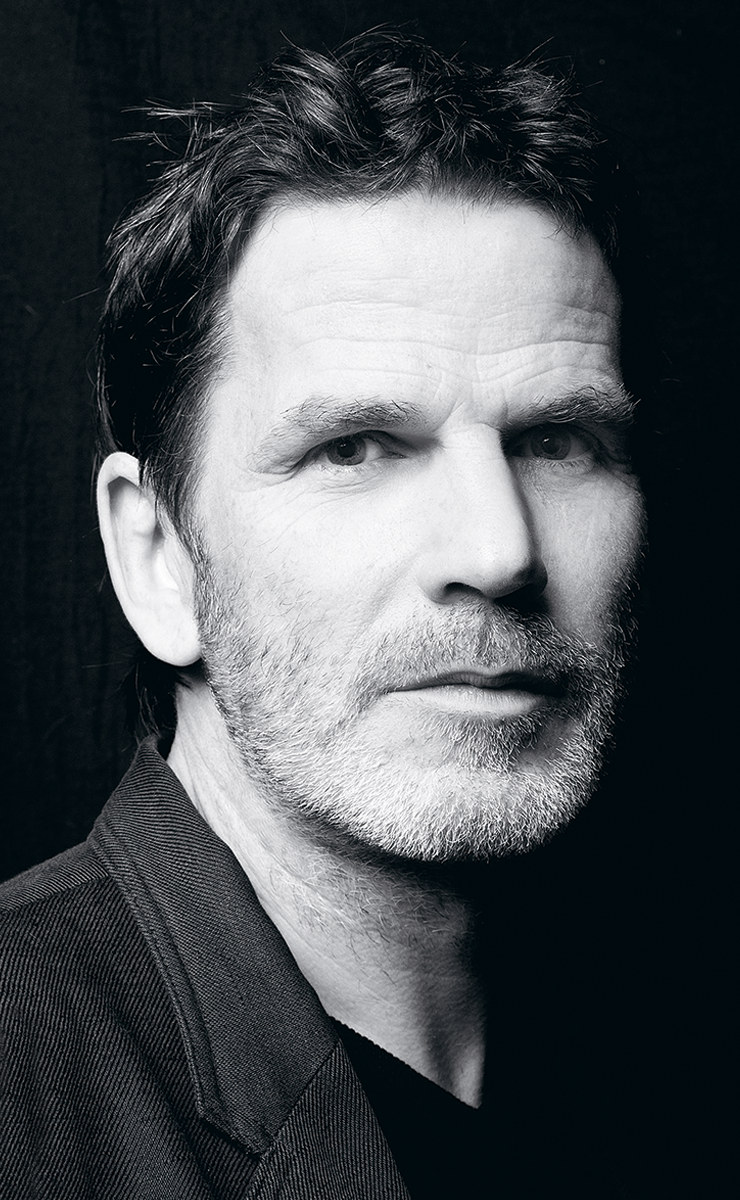
Mathias Bothor

Mathias Bothor (* 27. August 1962 in Berlin) ist ein deutscher Fotograf.

## Leben
Mathias Bothor studierte Fotografie am Lette-Verein und machte sich 1992 selbständig. Seitdem arbeitet er als freier Fotograf. Er ist verheiratet und lebt mit seiner Frau und seinen zwei Kindern in Berlin.

## Fotografie
Bekannt geworden ist Mathias Bothor durch seine Porträtfotografie. Vor seiner Kamera standen beispielsweise: Robert De Niro, Angela Merkel, Emma Watson, Hilary Swank, Jodie Foster, Marie Bäumer, Katja Riemann, Hannelore Elster Iris Berben, Helena Bonham Carter, Mikael Nyqvist, Doris Dörrie, Kenzaburō Ōe, Sebastian Koch, Christiane Paul, Roger Willemsen, Louis Hofmann Nadja Uhl, Almila Bagriacik, Karoline Herfurth, Leonard Cohen. Ein anderer Arbeitszweig Bothors sind Filmplakate wie Grüße aus Fukushima, Kirschblüten, Nur eine Frau oder das schweigende Klassenzimmer, das 2018 den Golden Trailer Award für das Best Foreign Poster gewonnen hat. Als drittes ergänzen sein Werk Landschaften, die er unter anderem in zwei Büchern, die beim Mare Verlag erschienen sind, festgehalten hat.

## Fotobücher
- Bretagne. Mare Verlag, 2009, ISBN 978-3-86648-007-0
- Woanders. Vorwort von Roger Willemsen, Edition Braus 2013, ISBN 978-3-86228-073-5
- Mittelmeer. Mare Verlag, 2016, ISBN 978-3-86648-264-7
- Weg sein – hier sein. Secessions-Verlag, 2016, ISBN 978-3-905951-97-4